# Silene gasimailikensis
Silene gasimailikensis är en nejlikväxtart som beskrevs av Boris Fedtjenko. Silene gasimailikensis ingår i släktet glimmar, och familjen nejlikväxter. Inga underarter finns listade i Catalogue of Life.